# Robert Seifert
Robert Seifert (Dresda, 31 gennaio 1988) è un ex pattinatore di short track tedesco.

## Biografia
Nato a Dresda, all'epoca nella Repubblica Democratica Tedesca, ha rappresentato la Germania ai Giochi olimpici invernali di Vancouver 2010 e Soči 2014.

## Palmarès

### Mondiali
- 2 medaglie:
  - 1 argento (staffetta 5000 m a Sheffield 2011);
  - 1 bronzo (staffetta 5000 m a Sofia 2010).

### Europei
- 3 medaglie:
  - 1 argento (staffetta 5000 m a Dresda 2010);
  - 2 bronzi (staffetta 5000 m a Mladá Boleslav 2012; staffetta 5000 m a Dresda 2014).

### Mondiali juniores
- 1 medaglia:
  - 1 oro (500 m a Miercurea Ciuc 2006).

### Festival olimpico della gioventù europea
- 2 medaglie:
  - 2 argenti (1000 m, staffetta a Monthey 2005).

### Coppa del Mondo
- Miglior piazzamento nella Coppa del Mondo dei 500 m: 5º nel 2013.
- Miglior piazzamento nella Coppa del Mondo dei 1000 m: 33º nel 2013.
- Miglior piazzamento nella Coppa del Mondo dei 1500 m: 78º nel 2008.
- 2 podi (1 individuale, 1 a squadre):
  - 2 vittorie.